# كأس كولومبيا 2008
كأس كولومبيا 2008 (بالإسبانية: Copa Colombia 2008)‏ هو موسم من كأس كولومبيا. كان عدد الأندية المشاركة فيه 36، وفاز فيه لا إكويداد ‏.